# Wallbach (Meiningen)
Wallbach ist ein Ortsteil der südthüringischen Kreisstadt Meiningen im fränkisch geprägten Süden von Thüringen.

## Geografie
Wallbach ist ein Straßendorf zwischen dem ebenfalls zu Meiningen gehörenden Ortsteil Walldorf und Metzels in der Vorderrhön. Östlich des Dorfes liegt der dominante erloschene Vulkanberg Dolmar.

## Geschichte
Erstmals wurde Wallbach im Jahr 1230 urkundlich erwähnt. Der Ort gehörte bis 1480 zur würzburgischen Exklave Meiningen und kam in dieser Zeit zum hennebergischen Amt Wasungen. Der Ort gehörte ab 1500 zum Fränkischen Reichskreis und kam 1680 zum Herzogtum Sachsen-Meiningen. Bis zur Aufteilung der Grafschaft Henneberg im Jahr 1660 wurde die Gerichtsbarkeit noch von der Zent Meiningen ausgeführt, erst dann kam der Ort auch gerichtlich zu Wasungen. Wallbach war von 1603 bis 1612 von Hexenverfolgungen betroffen: Zehn Frauen gerieten in Hexenprozesse und wurden verbrannt.
Von 1995 bis 2018 gehörte Wallbach zur Verwaltungsgemeinschaft Wasungen-Amt Sand. Am 21. März 2018 beschloss der Gemeinderat im Rahmen der Gebietsreform in Thüringen die freiwillige Eingliederung in die Stadt Meiningen. Die Vertragsunterzeichnung hierzu fand am 15. Mai 2018 statt. Mit der Veröffentlichung des Gesetzes zur Neugliederung der Gemeinden 2019 im Freistaat Thüringen wurde Wallbach zum 1. Januar 2019 eingegliedert als Ortsteil der Stadt Meiningen.

## Politik

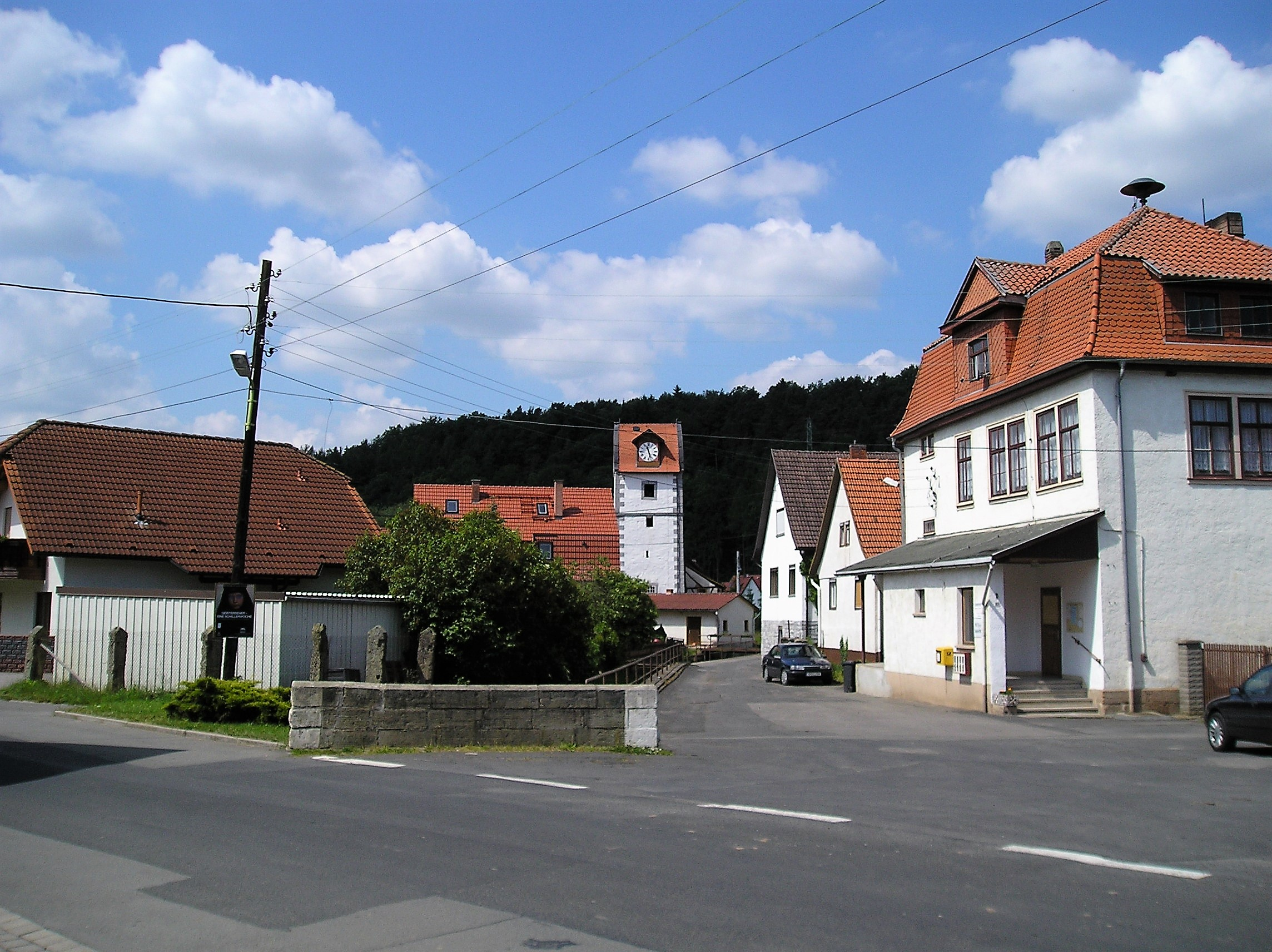
Wallbach, Blick zur Kirche

### Ortsteilrat
Der Ortsteilrat von Wallbach setzt sich aus vier Ratsfrauen und Ratsherren der Wählergemeinschaft SPD–Freie Wähler zusammen, die bei der Kommunalwahl am 26. Mai 2019 gewählt wurden. Der Wallbacher Stephan Wenzel vertritt als Fraktionsmitglied der SPD Wallbach im Stadtrat Meiningen. Die Ortsteilverwaltung befindet sich in Wallbach im Bürgerhaus in der Unteren Hauptstraße 94.

### Ortsteilbürgermeister
Thomas Hartung wurde am 27. Juni 2004 als ehrenamtlicher Bürgermeister gewählt und wurde am 1. Januar 2019 zum Ortsteilbürgermeister.

## Söhne und Töchter des Ortes
- Karl Rompel (1888–1937), Politiker (NSDAP)